# Nashville Pussy

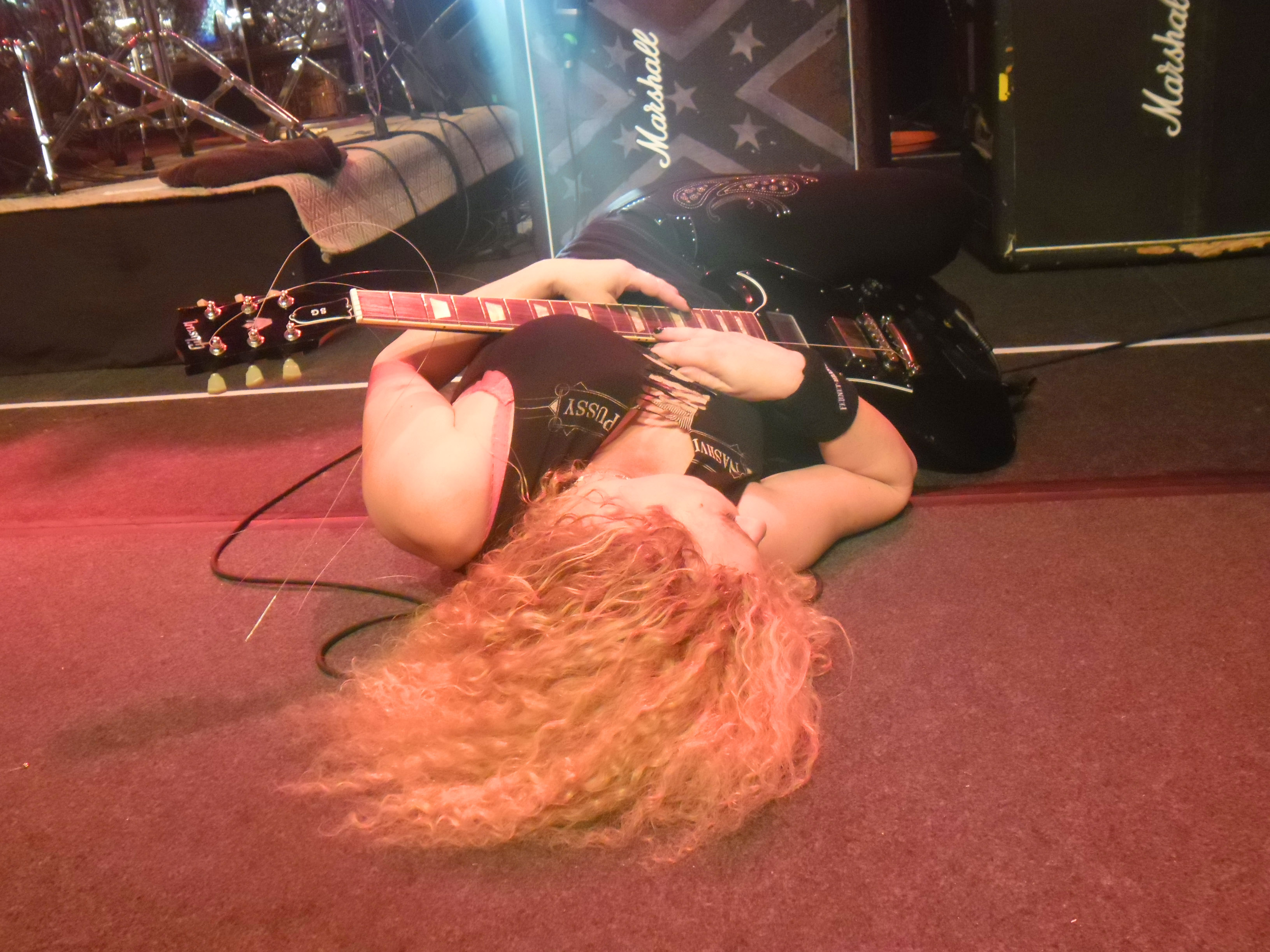
Nashville Pussy en concert au VIP St Nazaire en 2014

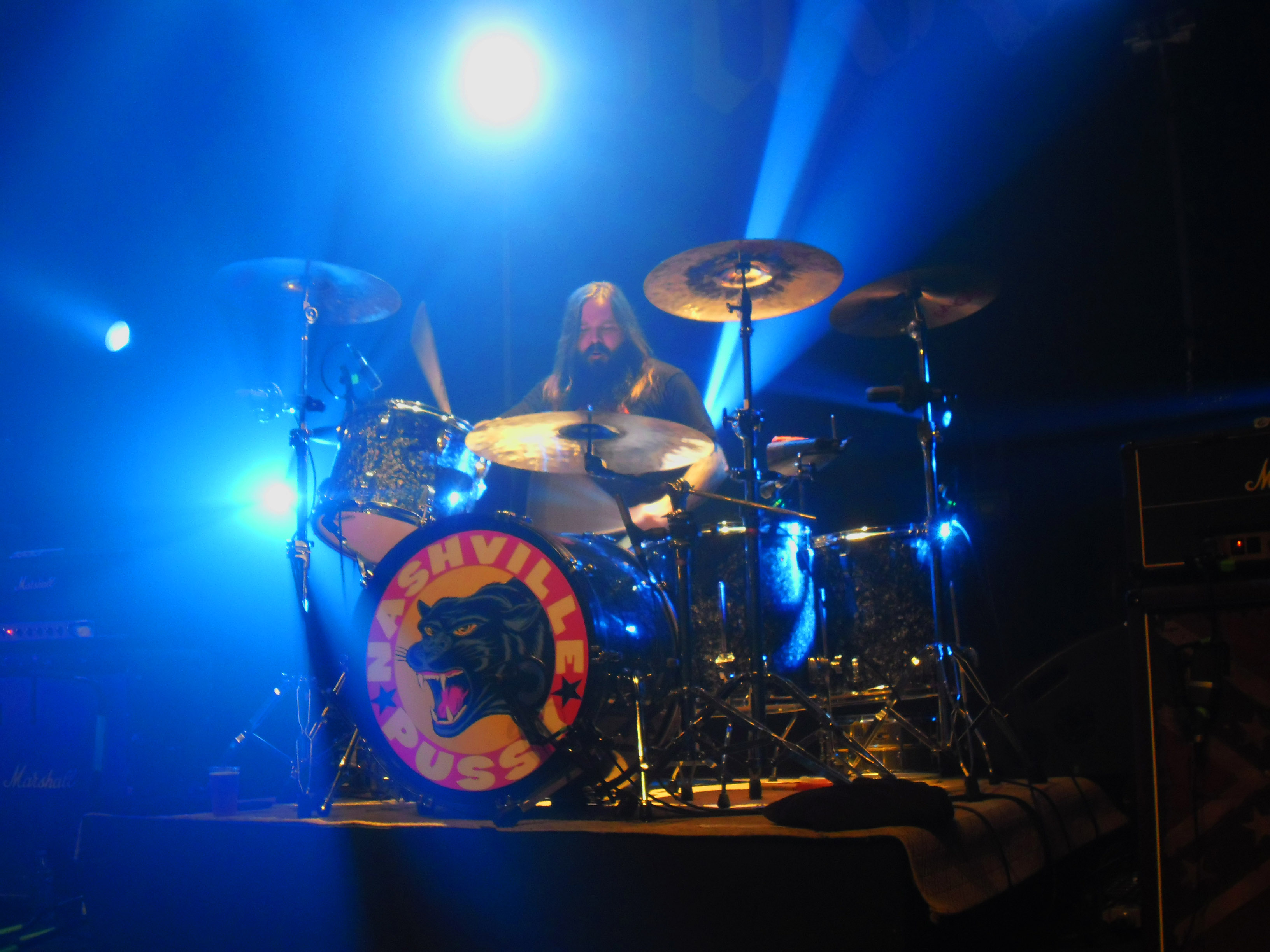
Nashville Pussy en concert à St Nazaire en 2014

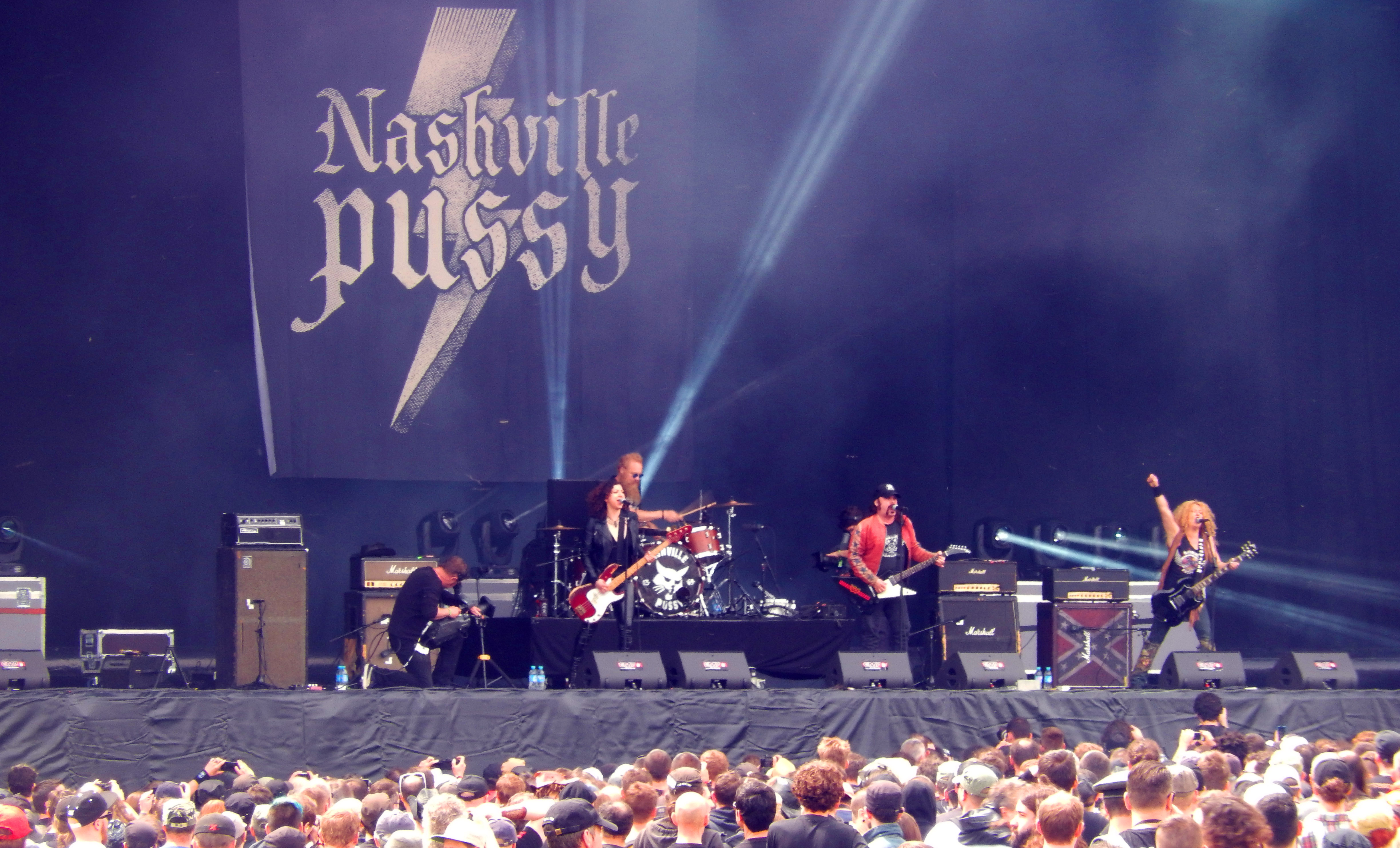
Nashville Pussy au Hellfest 2016

Nashville Pussy est un groupe américain de hard rock, originaire d'Atlanta, en Géorgie. Leur style musical est à la croisée du hard rock et du rock sudiste. Le groupe est formé autour du couple Blaine Cartwright (guitare, chant) et Ruyters Suys (guitare).

## Historique

### Années 1990
Les Nashville Pussy sont formés à Athens en Géorgie aux États-Unis, par Blaine Cartwright et sa femme Ruyter Suys. Le nom du groupe fait référence à la phrase que Ted Nugent prononce en introduction de la chanson Wang Dang Sweet Poontang sur l'album Double Live Gonzo : « This is a love song I like to dedicate to all that Nashville Pussy ».
Le groupe se démarque très vite de la scène rock en Géorgie en jouant du hard rock et du heavy metal mêlé à des sons évoquant le rock sudiste. Le groupe joue d'abord des reprises d'AC/DC, ZZ Top ou Kiss, ainsi que quelques compositions de Blaine Cartwright. Au couple se greffe la bassiste Corey Parks et le batteur Adam Neal, également batteur d'un précédent groupe de Cartwright. Du fait de son nom et des paroles de ses chansons, le groupe se fait une image scénique très pornographique avec notamment Ruyter et Corey.
Vers 1995, Neal quitte le groupe et est remplacé par Jeremy Thompson. Vers 1998, le groupe entame un cycle de grandes tournées européennes et américaines. À cette époque sort leur premier EP Let Them Eat Pussy avec une pochette volontairement provocatrice, mais qui décrit bien la philosophie du groupe : sex, fun and rock'n'roll. À cette époque, le groupe gagne une nomination aux Grammy Awards dans la catégorie « Meilleure performance pour une chanson de metal ». En 1999, le groupe passe à la vitesse supérieure et tourne avec Marilyn Manson, ce qui leur permet de jouer devant des milliers de personnes. À la fin 1999, ils tournent même avec leurs idoles Motörhead et Lynyrd Skynyrd.

### Années 2000
En 2000 sort High as Hell, deuxième album qui rencontre un énorme succès[réf. nécessaire] avec notamment la reprise de Rose Tattoo, Rock'n'Roll Outlaw. Après des festivals en compagnie de Slipknot ou Slayer, Corey Parks décide de quitter le groupe pour diverses raisons, dont sa non-implication. Elle est remplacée par Tracy Almazan, batteuse de formation, mais qui se met à la basse ; Tracy Almazan ne reste pas longtemps et est remplacée par Katie Lynn Campbell.
En mai 2002 sort le troisième album, Say Something Nasty, synonyme de reconnaissance mondiale avec des tournées en tête d'affiche en Europe, au Japon et aux États-Unis. Katie Lynn quitte le groupe pour former son propre groupe. Fin 2004, les Nashville Pussy font une pause de quelques mois. Blaine en profite pour trouver une nouvelle bassiste, Karen Cuda. Elle a joué dans un groupe de punk rock local.
En 2005 sort un nouvel album Get Some. S'ensuivent des tournées en Europe, au Japon et en Amérique du Nord avec notamment Reverend Horton Heat et, en invité pour quelques dates, Lemmy Kilmister. Le best-of Dirty Best Of sort ensuite. Malgré leur récent succès, le groupe continue à rester underground. Début 2009 sort l'album From Hell to Texas, enregistré dans l'une des maisons/studio de Willie Nelson. Acclamé par la presse[réf. nécessaire], le groupe fut même qualifié de « réponse américaine à Motorhead » selon le site AllMusic. Dans cette opus, le groupe penche encore plus vers le rock sudiste, avec des sonorités proches de celles de ZZ Top par exemple, tout en gardant ce panache et ces riffs assassins à la AC/DC.

### Années 2010
En 2012, Karen Cuda ne participe plus aux prestations scéniques en raison de problèmes de santé et se trouve notamment remplacée par Bonnie Buitrago. Le 19 mars 2013, Karen annonce officiellement sa démission du groupe. En 2014 sort l'album Up the Dosage.

## Membres

### Membres actuels
- Blaine Cartwright - guitare, chant
- Ruyter Suys - guitare
- Ben Thomas - batterie
- Bonnie Buitrago - basse

### Anciens membres
- Jeremy Thompson - batterie
- Corey Parks - basse
- Tracy Almazan - basse
- Katie Lynn Campbell - basse (désormais bassiste du groupe C'mon (en))
- Karen Cuda - basse

## Discographie

### Albums studio
- 1998 : Let Them Eat Pussy
- 2000 : High As Hell
- 2002 : Say Something Nasty
- 2005 : Get Some
- 2009 : From Hell to Texas
- 2014 : Up the Dosage
- 2018 : Pleased to Eat You

### Album live
- 2010 : Live in Rennes, France 1998

### Autres
- 2005 : Dirty Best Of

## DVD
- 2003 : Keep on Fuckin' in Paris!
- 2008 : Live in Hollywood